# Sacro Monte di Crea

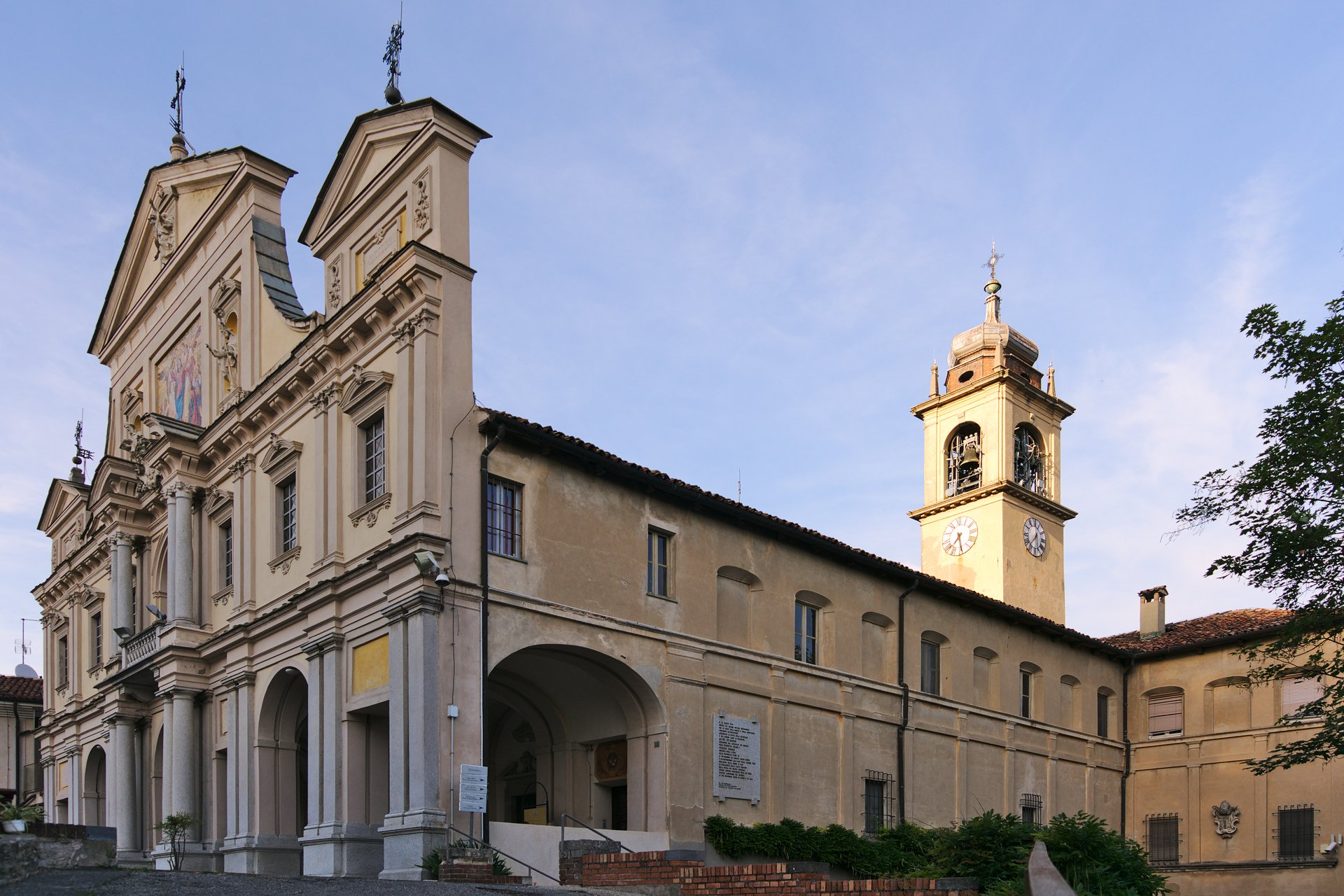
Il santuario

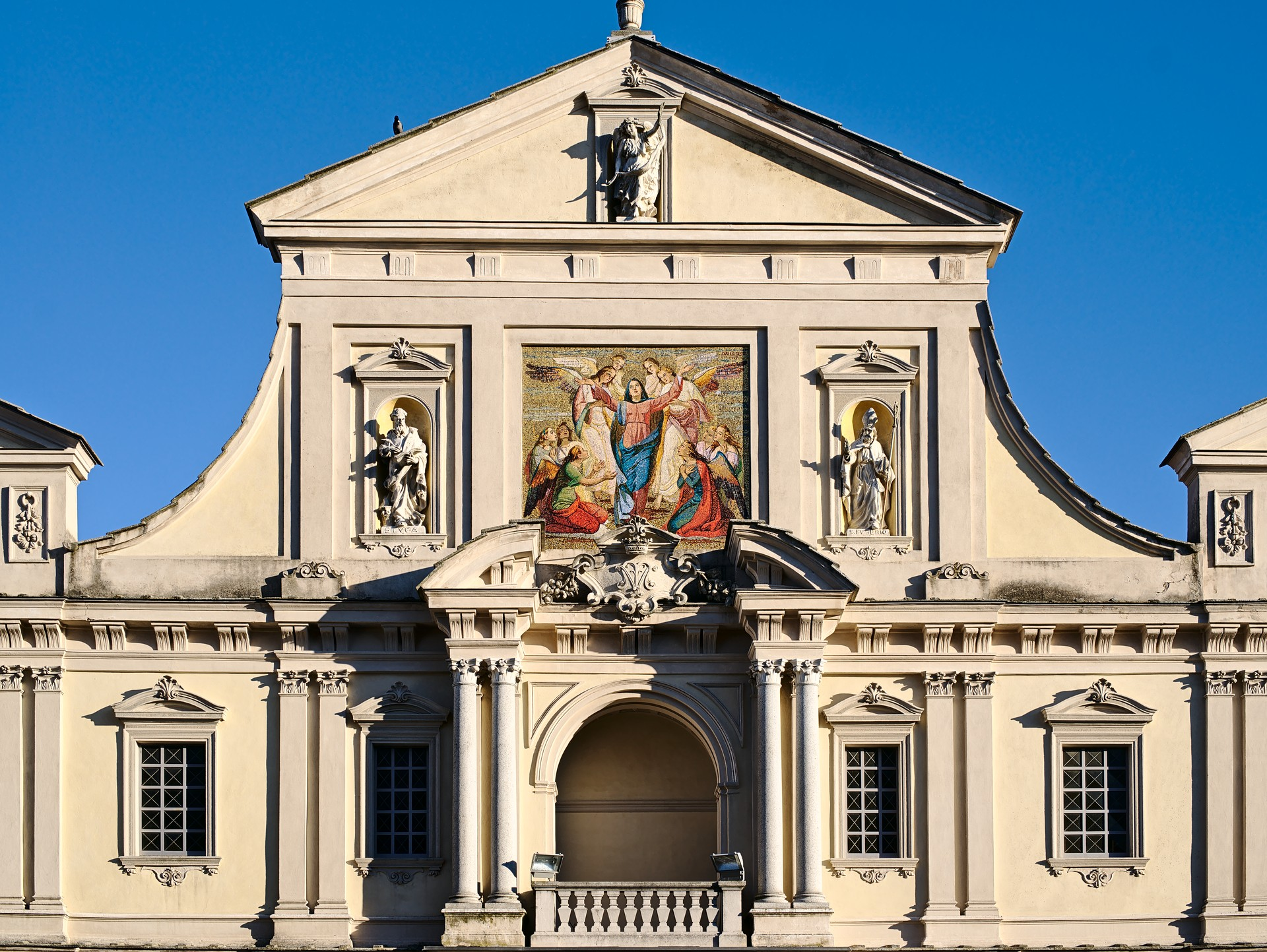
Parte superiore della facciata del santuario con al centro il mosaico di Dalle Ceste rappresentante l'assunzione di Maria

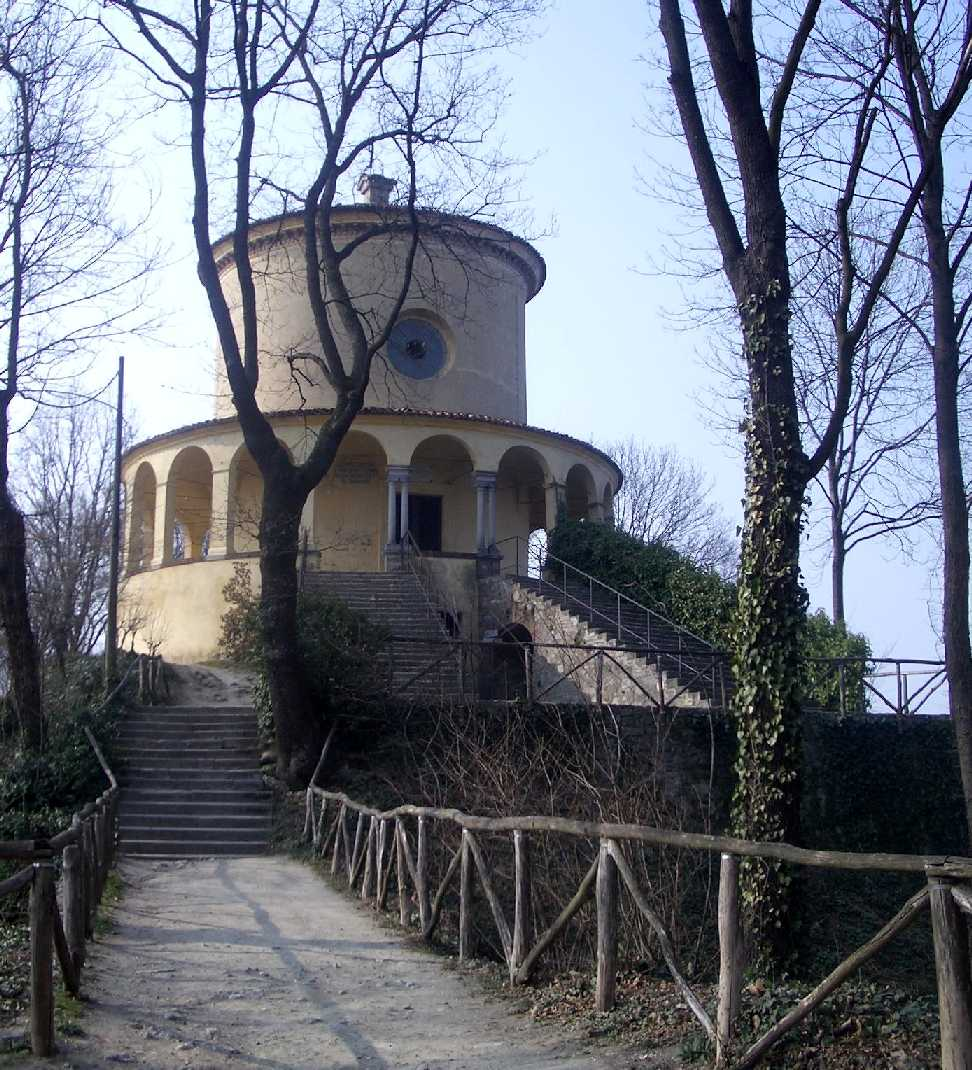
La cappella del Paradiso

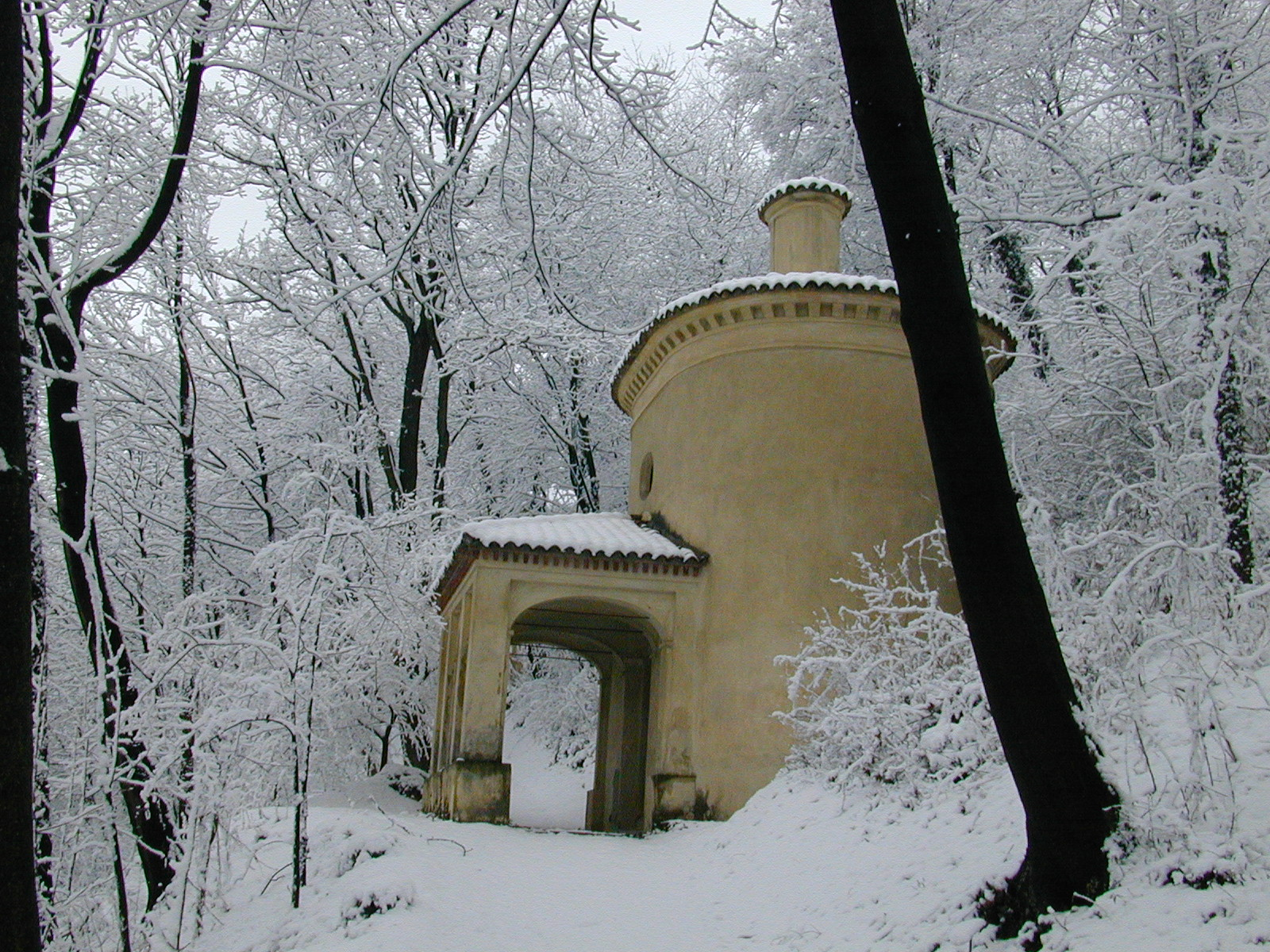
Immagine invernale del Sacro Monte

Il Sacro Monte di Crea è un Sacro Monte italiano, situato su una delle più alte colline del Monferrato, nei pressi di Serralunga di Crea, in provincia di Alessandria.
Il Sacro Monte si snoda lungo la salita che porta al santuario mariano e da lì procede lungo un sentiero che, in un bosco di querce e frassini, si inerpica tra le asperità di un friabile terreno roccioso sino ad arrivare alla cappella del Paradiso, posta alla sommità della collina.
Fa parte dei Sacri Monti del Piemonte e della Lombardia, sito seriale proclamato patrimonio dell'umanità UNESCO nel 2003. Come gli altri Sacri Monti, anche quello di Crea è situato in un vasto parco naturale, il Parco naturale del Sacro Monte di Crea, istituito nel 1980: in esso si realizza quella suggestiva sintesi tra paesaggio, arte e memoria storica che ne costituisce la cifra interpretativa.

## Storia
La storia del Sacro Monte di Crea inizia con quella del convento e della chiesa di Santa Maria, meta di pellegrinaggio devozionale sin dal medioevo.
La tradizione vuole che, come per il santuario di Oropa, sia stato sant'Eusebio, vescovo di Vercelli, a salire la collina verso il 350; lì avrebbe portato la statua lignea della Madonna col Bambino, ancor oggi venerata, e lì avrebbe fatto edificare un primo oratorio. Anche se in realtà la statua della Madonna è del XIII secolo e poco si sa sulla sua provenienza, Eusebio diffuse il Cristianesimo e la devozione mariana tra le popolazioni del Monferrato e delle valli piemontesi, che all'epoca erano ancora completamente pagane. "Grande fu l'impegno di Eusebio nell'eliminare il paganesimo specialmente nei centri di antichissimo culto come ad Oropa e a Crea sostituendo il culto delle deità femminili celtiche con il culto della Madre di Dio, Maria".
Nel 1060 l'imperatore Enrico IV confermò i privilegi dell'abbazia di San Benigno di Fruttuaria a Serralunga di Crea. Soltanto successivamente subentreranno nel convento i canonici regolari agostiniani di Vezzolano, se ancora nel 1129 il marchese di Saluzzo e il preposito di Fruttuaria Giovanni compaiono in una convenzione per il diritto di albergaria in Serralunga e la pieve di S.Michele di Meda -oggi cascina Piovano- è retta dai fruttuariensi. Si motiva così la leggenda che vorrebbe la nascita del santuario collegata ad Arduino d'Ivrea che, ritiratosi nell'abbazia benedettina di Fruttuaria, avrebbe ricevuto da Maria Assunta l'incarico di costruire tre santuari: la Consolata a Torino, Belmonte nel Canavese e Crea nel Monferrato.
Crea era già un luogo importante di culto quando, nel 1156, i marchesi del Monferrato le fecero dono di una reliquia della Santa Croce.
All'inizio del XIV secolo, scomparsa la dinastia degli Aleramici, furono i Paleologi, nuovi marchesi del Monferrato, a prendere Crea sotto la loro protezione. Tra il 1372 ed il 1418 fecero edificare, all'interno della chiesa, la cappella di santa Margherita di Antiochia ove venne sistemata una reliquia delle Santa (oggi conservata nel duomo di Casale Monferrato).
Tra il 1474 ed il 1479, Guglielmo VIII Paleologo commissionò gli importanti affreschi della cappella di Santa Margherita: sulla parete di fondo, ai lati della Madonna in Trono, compaiono il suo ritratto e quello di sua moglie Bernarda di Brosse, assieme alle figlie.
Terminata la dinastia dei Paleologi, nel 1536 il Monferrato passò ai Gonzaga. Fu sotto Vincenzo I Gonzaga che, nel 1589, oltre ad attuarsi un ampliamento della chiesa, venne concepito il primo progetto di costruzione delle cappelle del Sacro Monte.
Fu il modello del Sacro Monte di Varallo, ormai in fase avanzata di costruzione, con le sue splendide cappelle ricche di statue dipinte e di pareti affrescate, ad ispirare a padre Costantino Massino, priore di Crea, la stesura del progetto come percorso devozionale in 18 stazioni dedicate alla vita della Vergine, o, più propriamente, ai "misteri" del Rosario.
Sappiamo che le prime cappelle edificate furono quelle della Natività e della Presentazione di Maria al tempio e che nel 1598 erano 10 le cappelle che facevano da corona al santuario.
Pochi anni dopo, il nuovo priore di Crea concepì un ambizioso disegno di ampliamento del Sacro Monte, portando a 40 il numero di cappelle da edificarsi, disegno che guidò gli interventi successivi, ma che non fu mai portato a termine.
Verso la fine del Seicento il Monte contava 18 cappelle e 17 romitori (luoghi di preghiera dedicati ciascuno ad un santo, ad uso dei devoti che, per altra via, ridiscendevano dalla cappella del Paradiso al santuario); bisogna però considerare che aveva dovuto subire, nel 1657, il vulnus dei soldati francesi e sabaudi in lotta contro il Monferrato.
Nel 1735 venne rifatta la facciata della chiesa secondo l'impianto stilistico barocco che oggi vediamo.
La prosperità di Crea durò sino alla fine del Settecento. La soppressione degli ordini religiosi voluta da Napoleone nel 1801 ed il saccheggio operato dalle sue truppe nello stesso anno ridussero il Sacro Monte in condizioni di rovina e di abbandono.
La ricostruzione prese avvio solo nel 1859, con la costituzione della "Società di Restauro del Santuario di Crea".
Gli interventi di restauro - assieme alla edificazione ex novo di alcune cappelle - furono da allora assai frequenti. Fu realizzato nel 1889 un importante recupero della cappella del Paradiso, poi ripreso con tecniche più affidabili nel 1972.

## Profilo artistico

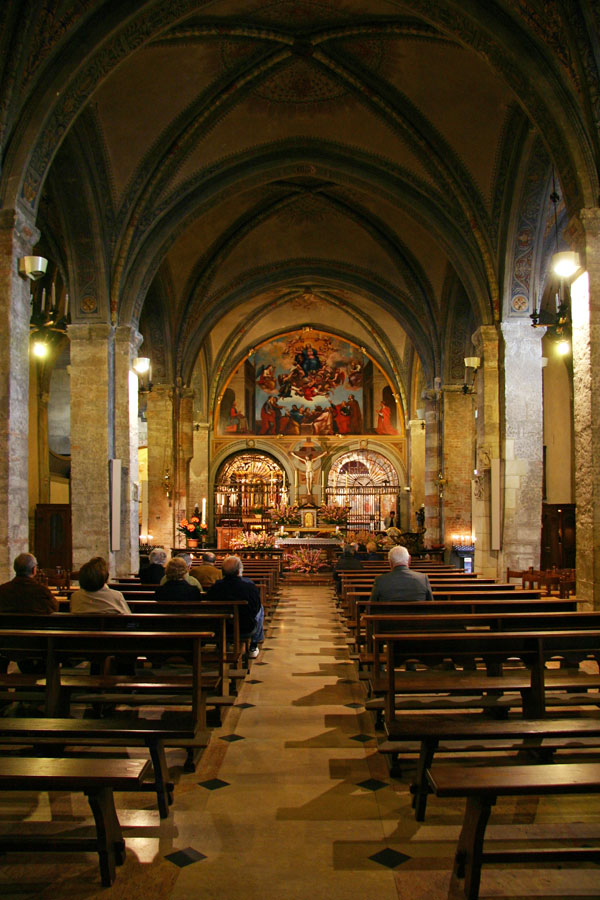
Interno del santuario

Molteplici sono le opere di grande interesse artistico conservate nella chiesa-basilica di Santa Maria, a cominciare dagli affreschi (1474–1479) della cappella di Santa Margherita, con la Madonna in trono e i donatori e le Scene del martirio della Santa. Si tratta di opera importante per la storia dell'arte rinascimentale in Piemonte, che lascia intendere lo sforzo di aggiornamento sui modelli lombardi.
L'ignoto autore, convenzionalmente chiamato “Maestro di Crea”, è stato, di recente, dubitativamente identificato con Francesco Spanzotti, fratello del più celebre Martino.
Tra le opere custodite nella chiesa va anche ricordata una bella tavola di Macrino d'Alba e, dello stesso autore - collocati nel Museo del Santuario – due deliziosi piccoli ritratti raffiguranti Guglielmo IX del Monferrato e Anna d'Alençon.
Una menzione meritano anche la tela di Guglielmo Caccia detto il Moncalvo (1565-1625) raffigurante il Padre Eterno  e la tela di Santa Margherita dipinta da sua figlia, Orsola Caccia (1619-1676)
Il valore artistico delle 23 cappelle presenti a Crea è oggi riconosciuto da una critica che ha cessato – come ancora succedeva alcuni decenni or sono – di riferirsi ad esse come a manifestazione ingenua di arte popolare.
Riguardo agli autori delle statue di terracotta e degli affreschi che prolungano le scene sacre sulle pareti delle cappelle, permangono, anche a causa delle tormentate vicissitudini del Monte, molte difficoltà attributive.
Tra i principali scultori che operarono al Monte sin dall'avvio del lavori nel 1589 vanno ricordati i fratelli Jean e Nicolas de Wespin (detti i Tabacchetti), artisti di provenienza fiamminga, il maggiore dei quali, Jean, aveva già lavorato a Varallo Sesia.
Tra gli autori delle opere a fresco va ricordato ancora Guglielmo Caccia detto il Moncalvo, esponente di primo piano della pittura manierista piemontese tra la fine del XVI e l'inizio del XVII secolo.

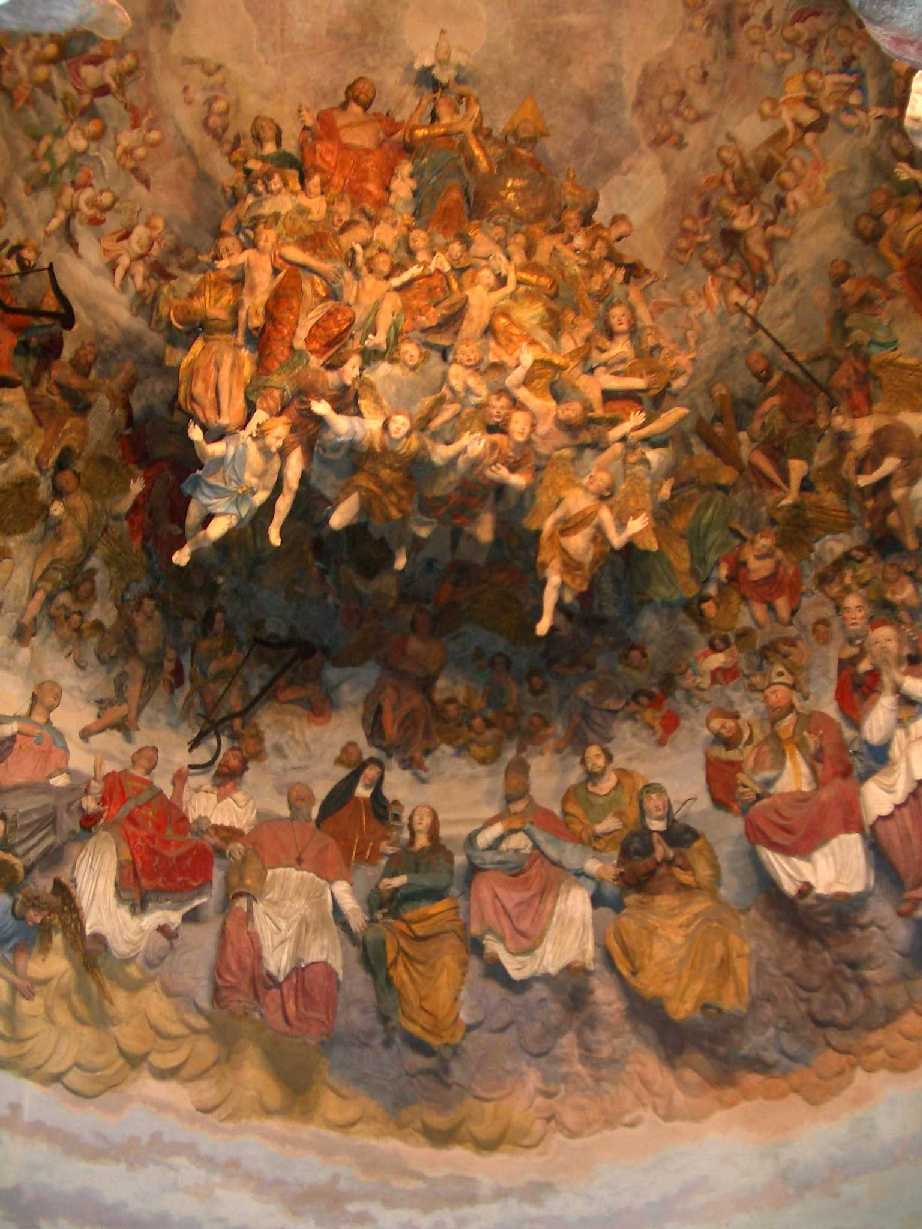
Cappella del Paradiso, Incoronazione della Vergine

Verosimili gli interventi sia dei Tabacchetti sia del Caccia nella imponente Cappella del Paradiso dedicata alla Incoronazione della Vergine, anche se difficili da riconoscere a causa dei tanti rimaneggiamenti subiti ad opera dei restauri.

## Elenco degli edifici
Il complesso monumentale è costituito dall'insieme delle costruzioni conventuali a servizio del santuario, dedicato all'Assunzione di Maria, composte da 23 cappelle e 5 romitori. L'elenco delle cappelle è il seguente:
- Martirio di Sant'Eusebio;
- Riposo di Sant'Eusebio;
- Maria prefigurata e profetata;
- Concezione di Maria;
- Natività di Maria;
- Presentazione di Maria al Tempio;
- Sposalizio di Maria;
- Annunciazione dell'Angelo a Maria;
- Visitazione di Maria ad Elisabetta;
- Natività di Gesù;
- Presentazione di Gesù al Tempio;
- Disputa di Gesù nel Tempio;
- Orazione di Gesù nell'Orto del Getsemani;
- Flagellazione di Gesù;
- Incoronazione di spine;
- Salita di Gesù al Calvario;
- Nozze di Cana;
- Crocifissione;
- Resurrezione di Gesù;
- Ascensione di Gesù;
- Discesa dello Spirito Santo sopra gli apostoli;
- Assunzione di Maria;
- Incoronazione di Maria.

I romitori invece sono i seguenti:
- San Luca;
- San Francesco;
- San Rocco;
- Addolorata;
- Sepolcro dei frati.